# Alberto Pirelli (imprenditore 1954)
Alberto Pirelli (Milano, 1954) è un imprenditore italiano.

## Biografia
Laureato in ittiologia ed acquacoltura nel 1980 alla Washington University a Seattle, è sposato e ha tre figli.
Erede della dinastia Pirelli, figlio del Presidente onorario Leopoldo, è stato membro del consiglio di Pirelli tra il 1985 e il 2003 e dal 2003 vicepresidente di Pirelli S.p.A., membro del consiglio di Pirelli Societè Internationale e socio accomandatario di Pirelli & C.
Ricopre l'incarico di vicepresidente nel consiglio di Pirelli SAP & C, ed è anche vicepresidente di Pirelli Tyre. È stato membro sino al 2013 del consiglio d'amministrazione di Camfin, Gruppo Partecipazioni Industriali, di cui ha detenuto il 5,0%.
Nel Gruppo Pirelli ha ricoperto le funzioni di direttore della Business Unit Truck, di direttore Business Development, di direttore Business Unit Truck e Agro di direttore Business Unit Car e di direttore Region MEAI - Settore Pneumatici del Gruppo Pirelli. È azionista di maggioranza e presidente del consiglio di FinaAP di Alberto Pirelli SAPA dal 1988. Siede nel consiglio di Turk Pirelli Lastikleri e in quello di Alexandria Tyre Company. Membro del consiglio di Olivetti dal 1992 al 1999, poi membro del consiglio di Olimpia dal 2001 al 2006, dal 2000 al 2015 è stato membro del consiglio di SMI - KME Group SPA, dopo le operazioni all'interno del gruppo, è stato membro del consiglio di Intek SPA. Risiede dal 2006 nel consiglio di amministrazione del  Business Council italo-egiziano, di cui è stato presidente per un triennio. 
Dal 2021 è Presidente di Milano&Partners, associazione per la promozione di Milano nel mondo.
Dal 2022 Alberto Pirelli Presidente di Fondazione Sodalitas (sostenibilità sociale).
Alberto Pirelli inoltre è organizzatore e promotore del campionato rally Raceday Ronde Terra, al quale partecipa anche come pilota ed è appassionato di mountain-bike.